# Dimitri Vanieper
Dimitri Vanieper is een personage uit de Vlaamse soapserie Wittekerke dat werd gespeeld door Hans De Munter. Hij was te zien in seizoen 4 en 5, van 1997 tot 1998.

## Personage
Seizoen 4:
- Dimitri is een befaamd architect en de karateleraar van Klaartje. Bea gaat ook eens mee naar de karateles en ze wordt verliefd op Dimitri. Niet veel later beginnen ze een relatie tot ergernis van Wim die Dimitri maar een vreemde man vindt. Wim krijgt echter gelijk want Dimitri blijkt nogal een duister verleden te hebben. Hij heeft ooit een klusje opgeknapt voor Camilla. Toen ze beiden in Zwitserland woonden wilde Camilla dat Van Linter werd uitgeschakeld. Dimitri nam dit echter te letterlijk en hij vermoordde Van Linter. Nu wil hij iets terug van Camilla namelijk geld, veel geld. Bea wordt alsmaar verliefder op Dimitri en Camilla waarschuwt haar, ze trekt zich hier echter niets van aan. Wanneer Bea alleen bij Dimitri thuis is vindt ze de papieren over de moord op Van Linter. Ze confronteert Dimitri hiermee en hij vermoordt haar en begraaft haar in de duinen. Ondertussen heeft Dimitri dringend geld nodig en zet hij Camilla onder druk. Haar broer Alex vertrouwt de hele zaak niet en hij gaat op onderzoek uit. Hij komt uit bij de moeder van Dimitri die hem vertelt dat haar zoon slecht is en ze wil haar testament laten veranderen. Dimitri aarzelt niet en hij vermoordt haar ook. Alex is meer en meer overtuigd dat Dimitri een moordenaar is en hij gaat in zijn huis op zoek naar meer bewijzen. Hij vindt de auto van Bea maar dan komt Dimitri thuis. Hij slaat Alex neer en begraaft hem vervolgens in de duinen. Dimitri doet naar de buitenwereld toe alsof hij en Camilla een koppeltje zijn en er zijn nog geen sporen die naar hem leiden. Camilla kan de spanningen niet meer aan en ze onderneemt een zelfmoordpoging. Nellie kan haar tijdig redden en ze overleeft het. Even later wordt het lijk van Alex gevonden en niet veel later dat van Bea, alles wijst erop dat het om dezelfde dader gaat. Camilla is ondertussen gevlucht naar Steyn. Ze besluit naar de politie te stappen en ze vertelt hen dat Dimitri Alex heeft vermoord, Dimitri wordt opgepakt en ondervraagd. Bervoets heeft een plannetje: hij laat Camilla met een microfoontje de cel ingaan om alles af te luisteren. Dimitri ontdekt dit en hij gijzelt Camilla. Bervoets is er echter snel bij en hij schiet Dimitri neer. Hij is niet dood maar hij wordt opgesloten in een instelling.

Seizoen 5:
- Tijdens een bezoek aan de psychiater weet Dimitri te ontsnappen uit de instelling. Hij neemt de identiteit over van Gabriël Serafijn, een man die hij heeft vermoord. Hij gaat bij Bruno, de neef van max, een kamer huren, dan ontmoeten ze Karin en Denise. Denise laat hem aan Camilla denken en wanneer ze Dimitri probeert te verleiden probeert hij haar te verstikken met een cd. Denise is in schok en wanneer ze gaat douchen keert Dimitri terug om het karweitje af te maken. Ondertussen ontdekt Bruno de echte identiteit van Gabriël Serafijn en hij gaat naar de politie. Vervolgens gaat Dimitri naar Renaat om een aantal wapens op te slaan en om te weten te komen waar Camilla is. Hij komt aan op het adres van Steyn en Camilla die niet thuis zijn. Hij laat een cadeautje achter en hij blijft op de zolder kijken hoe ze reageren. Hij verneemt dat ze naar Nellie gaan voor onderdak. Dan keert hij terug naar Renaat die vermoord is door Bervoets, nu opent Dimitri ook de jacht op Bervoets. Vervolgens gaat hij naar het huis van Nellie. Hij slaat Steyn neer en neemt Camilla mee naar het huis van Wim. Wanneer Wim en Nellie thuiskomen, gijzelt hij hen ook. Hij bindt iedereen vast en zet de gaskraan open. Dit lijkt hun dood te worden. Frank en Steyn komen echter op tijd om hen te redden. Wanneer Max aankomt, probeert hij Dimitri nog tegen te houden, maar het is al te laat. Dimitri gijzelt ondertussen nog een pompbediende die hij later vermoordt om een fiets. Hij zit in een motel ondergedoken waar toevallig Steyn en Camilla ook zitten. Wanneer Bervoets dit ontdekt opent hij de jacht op Dimitri. Wanneer Max en Georges aankomen, loopt de zaak helemaal uit de hand. Er ontstaat een groot bloedbad: Dimitri schiet Bervoets neer en wil hem doodschieten, dan houdt Georges hem echter onder schot. Dimitri daagt Georges uit om te schieten, hij kan het echter niet en Georges valt flauw. Dan komt Camilla met haar pistool, ze knalt Dimitri neer en hij wordt overgebracht naar het ziekenhuis. Hij is half verlamd. In het ziekenhuis probeert Steyn hem nog te vermoorden maar dit mislukt. Dimitri wil hij dat Bruno zijn advocaat wordt, hij stemt toe. Hij gaat ook biechten bij eerwaarde Heer Verhamme. Dimitri krijgt Bruno zover om een manicure voor hem te regelen. Hij weet tijdens de manicure een nagelvijltje te ontvreemden.

## Vertrek
- Dimitri vraagt aan Camilla om samen met hem te sterven. Ze stemt toe en neemt twee dodelijke pillen mee. Ze slikken beiden de pil en dan begint Camilla Dimitri uit te lachen: de pillen zijn niet dodelijk, ze wil Dimitri gewoon jaren zien creperen in zijn cel. Wanneer ze weg wil gaan, steekt Dimitri haar echter neer en pleegt hij zelfmoord. Camilla overleeft de aanslag maar Dimitri is dood.

## Slachtoffers
- Sasha Vanieper
- Van Linter
- Bea Tollenaere
- Mamàn
- Alex Thijssen
- Psychiater
- Gabriël Serafijn
- Denise
- pompbediende (moordpoging)

## Familie
- Sasha Vanieper (broer)
- Mamàn (moeder)